# Bisila Noha
Bisila Noha Pascual (Zaragoza,  abril de 1988) es una artista y activista cerámica y de materiales mixtos española. Con sede en Londres, Inglaterra, el trabajo artístico de Noha tiene como objetivo desafiar las perspectivas del arte occidental y promover perspectivas feministas y anticapitalistas. También posee la ciudadanía ecuatoguineana.

## Biografía
Noha nació en 1988 y creció en Zaragoza, España. Su madre era de Noviercas, Soria y su padre era del pueblo Bubi de Baney, Guinea Ecuatorial.
Se trasladó a Madrid para cursar sus estudios universitarios, donde se licenció en traducción y realizó un máster[¿dónde?] en relaciones internacionales. Después de graduarse, su carrera profesional la llevó a Madrid, Leipzig, Viena y San Francisco. En 2013, Noha se mudó a Londres, Reino Unido, para buscar una oportunidad en una agencia de publicidad.

### Carrera artística
Después de mudarse a Londres, Noha comenzó a tomar clases de cerámica y a elaborar sus primeras piezas. Sin formación en artes, aprendió en gran medida de forma autodidacta y diseñaba cerámica para relajarse después del trabajo. Sus diseños iniciales se centraron en la elaboración de vajillas de barro prácticas. La técnica de Noha se desarrolló para crear obras que combinan la narración para «difuminar los límites» entre la escultura y la vajilla. Sus primeras piezas de cerámica son conocidas por sus distintivos patrones jaspeados, que evocan cielos y tormentas naturales.
Noha continuó perfeccionando su técnica a través de sus viajes, aprendiendo de alfareros tradicionales de México, Italia, Armenia y Marruecos. Inspirada en el trabajo de las mujeres del sur global, su obra busca desafiar las ideas contemporáneas sobre la autoría, el diseño y el trabajo. Noha también utiliza su cerámica para explorar su propia identidad y herencia. Por ejemplo, describe la mezcla de distintos colores de esmalte como metáfora para conectar con su identidad de raza mixta y la experimentación con diseños tradicionales de cerámica española para mostrar su herencia española.
En 2020, inició el «Proyecto Arcilla Baney», una serie de obras con arcilla traída de la aldea de Baney en Guinea Ecuatorial, donde se encontraba la casa ancestral de su padre. Ella utilizó el proyecto para involucrarse con su identidad africana y explorar su «renacimiento como mujer racializada». Las piezas de gres y porcelana utilizan diseños que evocan los cuerpos de las mujeres y desafían aún más las ideas sobre el trabajo y la identidad de las mujeres. Posteriormente, Noha incorporó las arcillas rojas volcánicas de la isla de Bioko y de la casa de su abuelo en sus obras.
En 2021, pasó de la cerámica a crear con nuevos materiales, incluidos yeso, cera y bronce.
En 2022, Noha realizó su primera exposición individual, 'Desarraigo, re-enraizamiento: materia y construcción del yo', en Burdeos. En la actualidad, la obra de Noha se encuentra en las colecciones permanentes del Museo de Victoria y Alberto, el Crafts Council, el Museo y Galería de Arte de Nottingham Castle y el Museo Nacional de Escocia.

### Activismo
Más allá de su trabajo artístico, Noha es una activista comunitaria que aboga por la justicia social y la diversidad en la industria de las artes. Dirige el Centro Comunitario LGBTQ+ de Londres y es codirectora de Lon-art Creative, una organización de activismo social para creativos. Noha también trabaja con Design Can, una iniciativa que aboga por una mayor inclusión en la industria del diseño.

## Colecciones y exposiciones
- 2019 – Ferias de arte de Londres y Edimburgo[23]
- 2021 – OFF – Focus Céramiques d'art', Burdeos, Francia[23]
- 2021 – Maker's Eye, Craft Council y Galería de Arte Atherton Green, Hampshire[2][24]
- 2022 – Body Vessel Clay: Black Women, Cerámica and Contemporary Art, en Two Temple Place y York Art Gallery[25][26]
- 2022-23 – DñUprooting, re-rooting: Matter and Construction of the self, Exposición individual, Galerie REVEL, Burdeos[18]
- 2023 – Exposición individual, Unit London[2]
- 2024 – Miradas ecofeministas en el arte ecuatoguineano en los Centros Culturales de España en Bata y Malabo, Guinea Ecuatorial[6]
- 2025 – Residencia de artistas Fundación GAS, Lagos[17]